# Авдепо
Авдепо — село в Шумяцькому районі Смоленської області Росії. Входить до складу Руссковського сільського поселення. Населення — 1 житель (2007).
Розташоване в південно-західній частині області за 13 км на захід від Шумячів, за 11 км північніше автодороги А101 Москва — Варшава («Стара Польська» або «Варшавка»). За 12 км на південний схід від села розташована залізнична станція Осва на лінії Рославль — Кричев.

## Історія
У роки Німецько-радянської війни село була окуповане гітлерівськими військами в серпні 1941 року, звільнене у вересні 1943 року.